# Carel Scharten
Carel Theodorus Scharten (Middelburg, 14 maart 1878 - Florence, 30 oktober 1950), was een Nederlands schrijver, dichter en criticus.
Scharten debuteerde met gedichten in De Gids. In 1901 kwam de dichtbundel Voorhal uit. Samen met zijn vrouw, de schrijfster Margo Scharten-Antink, schreef hij een aantal romans, zoals Een Huis vol Menschen (1908), De vreemde Heerschers (1911) en 't Geluk hangt als een Druiventros (1918). In 1908 kregen zij beiden de Tollensprijs. In 1928 wonnen zij met De nar uit de Maremmen de bronzen medaille in de categorie Literatuur van het Kunstwedstrijden op de Olympische Zomerspelen 1928. Scharten heeft lange tijd - in onder meer De Gids - literaire kritieken geschreven, die gebundeld werden in de driedelige Kroniek der Letteren (1916-20).